# Simulium loerchae
Simulium loerchae är en tvåvingeart som beskrevs av Adler 1987. Simulium loerchae ingår i släktet Simulium och familjen knott.
Artens utbredningsområde är South Carolina. Inga underarter finns listade i Catalogue of Life.